# (33881) 2000 JK66
2000 JK66 (asteroide 33881) é um asteroide da cintura principal. Possui uma excentricidade de 0.29162320 e uma inclinação de 11.17298º.
Este asteroide foi descoberto no dia 6 de maio de 2000 por LINEAR em Socorro.